# Květnov (Blatno)

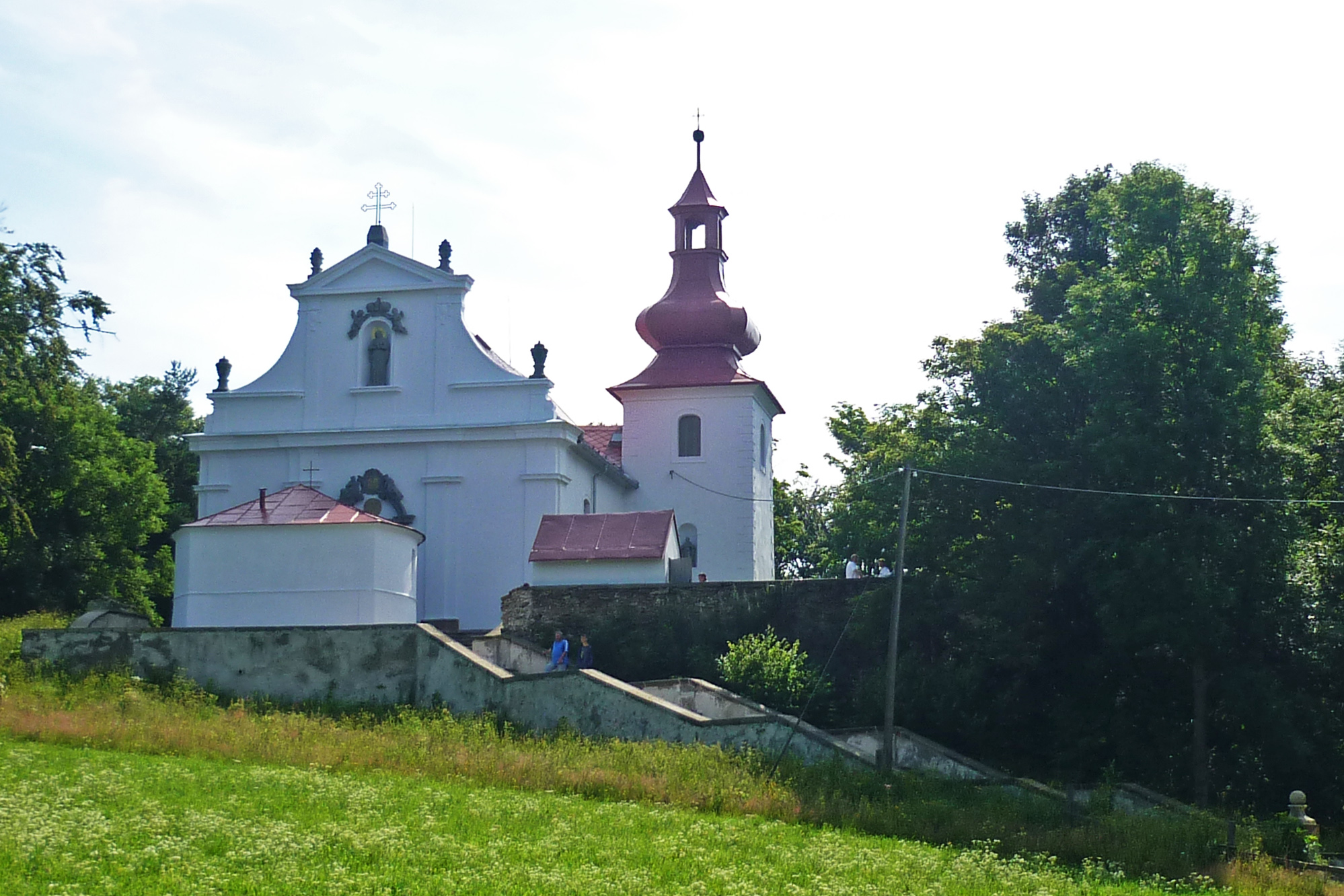
Wallfahrtskirche Mariä Heimsuchung

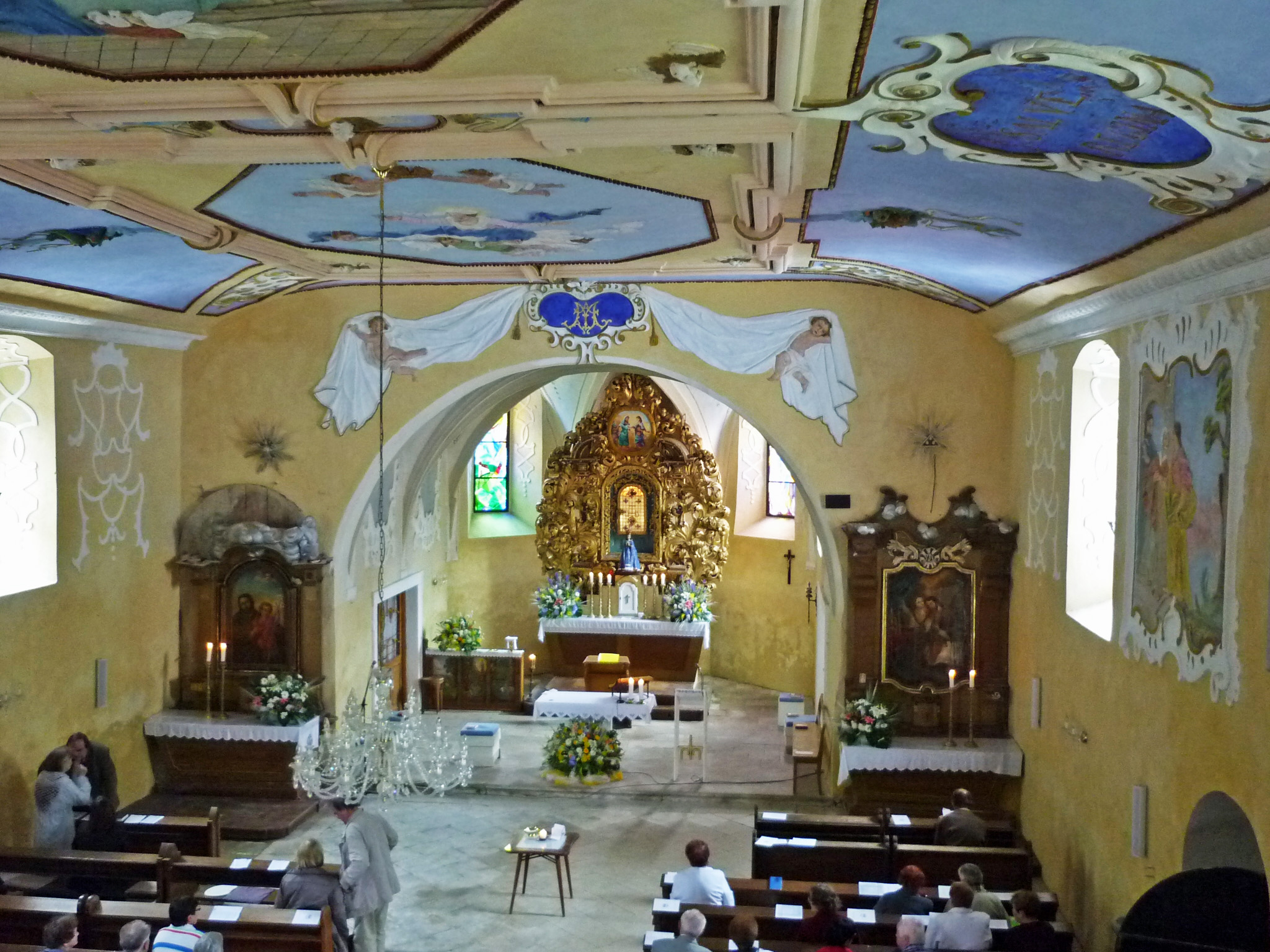
Innenraum der Kirche

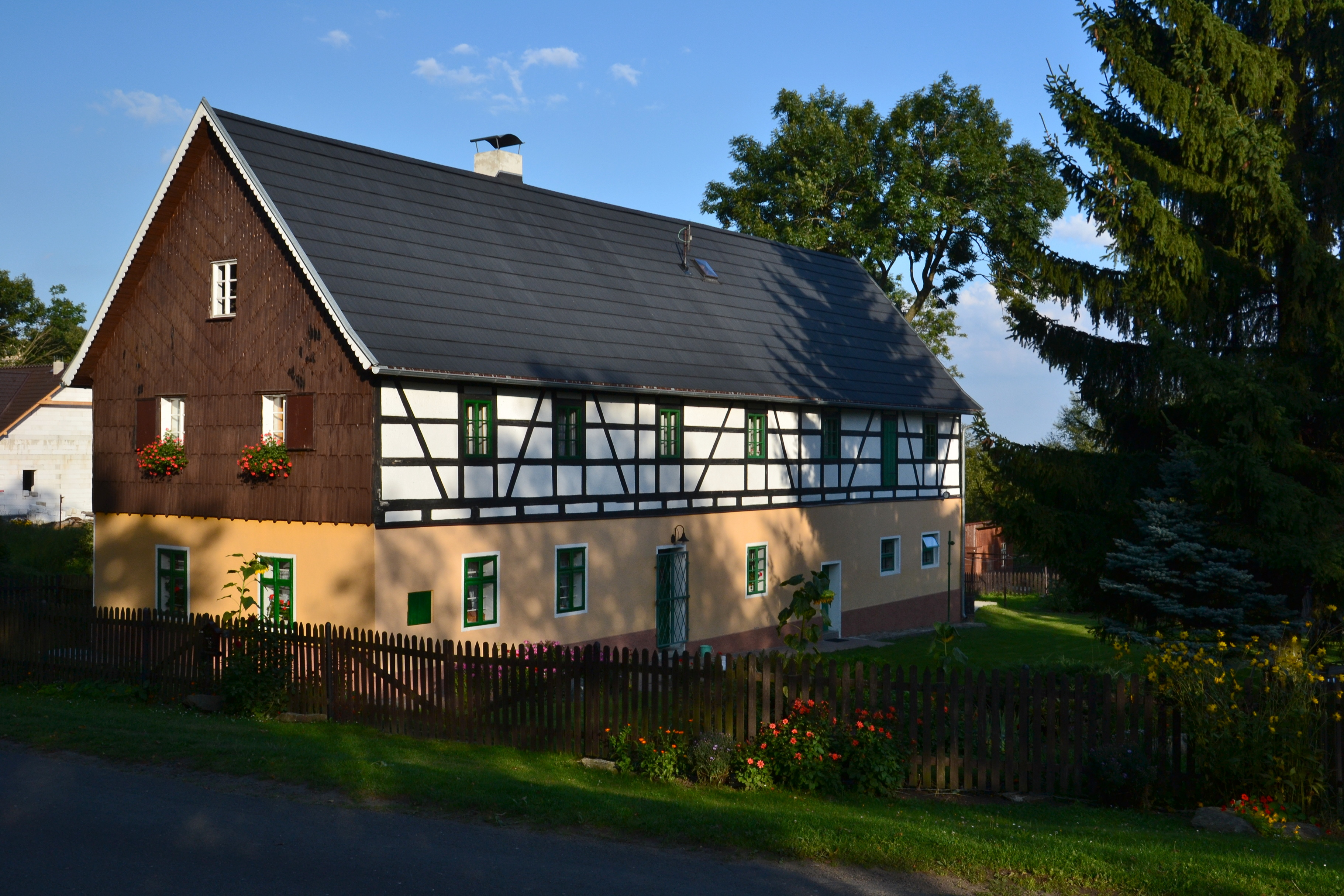
Denkmalgeschütztes Fachwerkhaus

Květnov, bis 1951 Kvinov (deutsch Quinau, 1938–1945: Kwinau) ist ein Ortsteil der Gemeinde Blatno in Tschechien.

## Geographie
Květnov liegt etwa 7,5 Kilometer nördlich des Stadtzentrums von Chomutov am südöstlichen Abfall des Erzgebirges auf einer Hochebene zwischen den Tälern der Bílina (Biela), des Malá voda (Kleines Bächel) und des Květnovský potok (Tränkebächel). Östlich des Dorfes liegt das Telšské údolí (Töltschtal) der Bílina mit der Talsperre Jirkov. Gegen Westen befindet sich die Talsperre Kamenička. Nördlich erheben sich der Na Sychrové (806 m), Mezihořský vrch (Beerhübel, 916 m) und die Legirka (770 m) sowie im Westen der Nad Vodárnou (768 m).
Nachbarorte sind Mezihoří im Norden, Orasín im Nordosten, Telš und Jindřišská im Osten, Vinařice und Březenec im Südosten, Šerchov und Hrádečná im Süden, Blatno im Südwesten, das erloschene Menhartice im Westen sowie Radenov im Nordwesten.

## Geschichte
Der Legende nach, auf die die Quinauer Wallfahrt zurückgeht, soll das Dorf schon 1342 bestanden haben. Es wird angenommen, dass der Ort ursprünglich zu den Besitzungen der von Dietrich von Almsdorf errichteten Burg Neustein gehörte. Die erste schriftliche Erwähnung des zur Kommende Komotau des Deutschritterordens gehörigen Dorfes Quynauw erfolgte in den Folianten des Ordens aus der Zeit von 1382 bis 1411. Das in einigen Literaturquellen als Ersterwähnung angegebene Jahr 1552 ist offensichtlich unrichtig. Nach längeren Streitigkeiten mit der Böhmischen Krone nutzte Wenzel IV. 1410 nach der Schlacht bei Tannenberg die Schwäche des Ordens und konfiszierte dessen Besitz. 1411 verwies Wenzel den Orden des Landes. Nachfolgend wurde das Dorf Teil der Herrschaft Komotau. Nach dem Freikauf der Stadt Komotau im Jahr 1605 wurde Kwina an die Herrschaft Rothenhaus angeschlossen. 1847 bestand Quinau aus 25 Häusern und hatte 197 Einwohner. Schul- und Pfarrort war Platten.
Nach der Aufhebung der Patrimonialherrschaften bildete Quinau / Kvinov ab 1850 einen Ortsteil der Gemeinde Platten im Gerichtsbezirk Görkau bzw. im Bezirk Komotau. 1879 entstand die Gemeinde Quinau mit den Ortsteilen Töltsch / Telš und Töltschmühle / Telšský mlýn. 1903 wurden bei Quinau drei Quellen, unter anderen des Malá voda und Květnovský potok, gefasst und in ein 1745 Meter langes Wasserwerksnetz eingespeist. Nach dem in den Jahren 1919/20 erfolgten rapiden Anstieg des Silberpreises eröffnete das Unternehmen Kräupl und Hartmann aus Kaaden bei Quinau mit wenig Erfolg ein Silberbergwerk. 1921 bestand die Einwohnerschaft mit Ausnahme eines Tschechen durchweg aus Angehörigen der deutschen Volksgruppe. Nach dem Münchner Abkommen wurde die Gemeinde 1938 dem Deutschen Reich zugeschlagen und gehörte bis 1945 zum Landkreis Komotau. Der seit 1938 amtliche Name Kwinau setzte sich im allgemeinen Gebrauch nicht durch. 1939 hatte die Gemeinde Kwinau 143 Einwohner. Nach dem Ende des Zweiten Weltkrieges kam Kvinov zur Tschechoslowakei zurück. In Kvinov lebten am 13. August 1945 126 Deutsche und ein Tscheche. Die deutschen Bewohner wurden vertrieben. Nach der 1948 erfolgten Machtübernahme der Kommunisten erlosch die Wallfahrt in Květnov. Nach der Samtenen Revolution wurde die traditionelle Wallfahrt wieder aufgenommen. Die Madonna von Quinau wurde am 9. Oktober 1999 nach ihrer Restaurierung wieder geweiht. Im Jahr 2001 bestand das Dorf aus fünf Wohnhäusern, in denen sieben Menschen lebten.

## Entwicklung der Einwohnerzahl
| Jahr | Einwohnerzahl |
| ---- | ------------- |
| 1869 | 238           |
| 1880 | 202           |
| 1890 | 178           |
| 1900 | 210           |
| 1910 | 177           |

| Jahr | Einwohnerzahl |
| ---- | ------------- |
| 1921 | 179           |
| 1930 | 158           |
| 1950 | 37            |
| 1961 | 30            |
| 1970 | 15            |

| Jahr | Einwohnerzahl |
| ---- | ------------- |
| 1980 | 7             |
| 1991 | 2             |
| 2001 | 7             |
| 2011 | 11            |

## Sehenswürdigkeiten
- Wallfahrtskirche Mariä Heimsuchung

Die wahrscheinlich im 14. Jahrhundert auf einem Hügel nordöstlich des Dorfes angelegte Kapelle erhielt im Jahre 1669 eine Glocke. Diese wurde für 90 Gulden angekauft und war 1524 in der Freiberger Glockengießerwerkstatt von Martin Hilliger gefertigt worden. 1674 wurde an die Kapelle eine Sakristei angebaut und im selben Jahre auch die Orgel geweiht. An der Südseite der Kapelle wurde 1685 der Turm angebaut. Der Komotauer Jesuitenorden stiftete der Kapelle 1695 eine Kanzel. Im selben Jahr erhielt die Wallfahrtskapelle eine zweite Glocke. In der ersten Hälfte des 18. Jahrhunderts erfolgte der Umbau zu einer barocken Kirche, die eine Filiale der Kirche in Platten bildete. Zu Mariä Heimsuchung finden heute sowohl in Květnov als auch im hessischen Trutzhain Quinauer Wallfahrten statt.
- Talsperre Kamenička, westlich des Dorfes
- Talsperre Jirkov, südöstlich des Dorfes
- Reste der Burg Neustein (Najštejn), südöstlich über der Talsperre
- Wassermühle, am Weg nach Radenov